# Oilgate
Oilgate (iriska: Maolán na nGabhar) är en ort i republiken Irland.   Den ligger i grevskapet Loch Garman och provinsen Leinster, i den sydöstra delen av landet. Oilgate ligger 55 meter över havet och antalet invånare är 385.
Terrängen runt Oilgate är platt. Trakten runt Oilgate består i huvudsak av jordbruksmark.